# Bulbophyllum shanicum
Bulbophyllum shanicum là một loài phong lan thuộc chi Bulbophyllum.